# مروشکان
مروشکان، روستایی در دهستان مروشکان بخش توجردی شهرستان سرچهان در استان فارس ایران است. این روستا، مرکز دهستان مروشکان است.

## جمعیت
بر پایه سرشماری عمومی نفوس و مسکن در سال ۱۳۹۵، جمعیت این روستا برابر با ۱٬۶۴۴ نفر (۵۲۳ خانوار) بوده است.